# Ciburu
Ciburu (en euskera: Ziburu; en francés: Ciboure) es una localidad francesa perteneciente al departamento de Pirineos Atlánticos (región de Nueva Aquitania), en el antiguo vizcondado de Labourd del País Vasco francés. Está situada a una latitud de 1,67° oeste y 43,38° norte. Su población era de 6.283 habitantes en el censo de 1999. Junto con Urruña administra el barrio de Zokoa.
Comparte con la localidad de San Juan de Luz una bahía abierta al Cantábrico. Limita al este con San Juan de Luz, al sur con Ascain, al oeste con Urruña y al norte y al noreste con el mar Cantábrico.
La comuna es conocida por ser la localidad natal del compositor francés Maurice Ravel y del escritor en euskera, predicador y sacerdote Pierre Argaignaratz.
Está hermanada con Corera, un municipio de La Rioja (España).

## Heráldica
En campo de plata, un árbol de sinople, terrasado de lo mismo y frutado de oro; y un caballo contornado, pasante al pie del tronco y acostado de dos veleros afrontados, de su color natural, navegando sobre el mar.

## Demografía
| Gráfica de evolución demográfica de Ciboure entre 1800 y 2012 |
|                                                               |

Fuentes: Ldh/EHESS/Cassini e INSEE.